# Noi Vivi
Noi Vivi är del ett av en piratinspelning av Ayn Rands bok De levande. Del två heter Addio Kira!
Filmerna spelades in i Italien och hade premiär 1942. Filmerna förbjöds sedan av Mussolini på grund av filmernas kritik av totalitära regimer. Filmerna föll sedan i glömska, men en omarbetad och av författarinnan godkänd version av båda filmerna släpptes 1986 under titeln We the living.